# Decaspermum albociliatum
Decaspermum albociliatum är en myrtenväxtart som beskrevs av Elmer Drew Merrill och Lily May Perry. Decaspermum albociliatum ingår i släktet Decaspermum och familjen myrtenväxter.
Artens utbredningsområde är Hainan (Kina). Inga underarter finns listade i Catalogue of Life.